# Eustaci de Capadòcia
Eustaci de Capadòcia (grec antic: Εὐστάθιος, llatí: Eustathius) fou un filòsof neoplatònic grec, deixeble de Iàmblic i d'Edesi de Capadòcia.
Quan Edesi va haver de sortir de Capadòcia per establir-se a Pèrgam, Eustaci va ocupar el seu lloc al capdavant de l'escola que aquell havia fundat. Segons Eunapi era un gran orador i va adquirir una gran reputació. Quan els perses van assetjar Antioquia l'emperador Constanci II el va cridar i, tot i que era pagà, el va enviar com a ambaixador al rei Sapor II l'any 358. El rei persa va quedar meravellat de la seva oratòria. Va romandre a Pèrsia, segons sembla, per certs signes i prodigis que allí va observar. La seva dona Sosípatra, també filòsofa, es diu que encara fou més llesta que el seu marit. Tingué un fill de nom Antoní.